# Liste des papillons de Guinée-Bissau

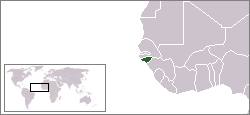
Localisation de la Guinée-Bissau

Ceci est une liste des papillons de Guinée-Bissau. 154 espèces sont recensées par l'African Butterfly Database pour la Guinée-Bissau dont aucune n'est endémique.

## Papilionidés

### Papilioninae

#### Papilionini
- Papilio nireus Linnaeus, 1758
- Papilio dardanus Brun, 1776
- Papilio demodocus Esper, [1798]
- Papilio menestheus Drury, 1773

#### Leptocercini
- Graphium angolanus baronis (en) (Ungemach, 1932)
- Graphium leonidas (en) (Fabricius, 1793)

## Pieridés

### Coliadinae
- Brigitta Eurema (Stoll, [1780])
- Eurema hecabe solifera (Butler, 1875)
- Catopsilia florella (Fabricius, 1775)

### Pierinae
- Colotis antevippe (Boisduval, 1836)
- Colotis euippe (Linnaeus, 1758)
- Nepheronia argia (en) (Fabricius, 1775)
- Leptosia alcesta (en) (Stoll, [1782])
- Leptosia medusa (en) (Cramer, 1777)

#### Pierini
- Mylothris chloris (en) (Fabricius, 1775)
- Dixeia orbona (en) (Geyer, [1837])
- Belenois aurota (Fabricius, 1793)
- Belenois calypso (en) (Drury, 1773)
- Belenois hedyle ianthe (en) (Doubleday, 1842)

## Lycaenidae

### Miletinae

#### Miletini
- Spalgis lemolea lemolea (en) Druce, 1890
- Spalgis lemolea pilos (en) Druce, 1890

### Poritiinae

#### Liptenini
- Liptena ferrymani bissau (en) Collins & Larsen, 2003
- Pseuderesia eleaza (en) (Hewitson, 1873)
- Eresina maesseni (en) Stempffer, 1956

#### Epitolini
- Cerautola crowleyi (en) (Sharpe, 1890)

### Aphnées
- Cigaritis mozambica (en) (Bertoloni, 1850)
- Axiocerses harpax (en) (Fabricius, 1775)
- Aphnaeus orcas (en) (Drury, 1782)

### Théclines
- Myrina silenus (en) (Fabricius, 1775)
- Myrina subornata (en) Lathy, 1903
- Oxylides faunus (en) (Drury, 1773)
- Dapidodigma hymen (en) (Fabricius, 1775)
- Hypolycaena anara (en) Larsen, 1986
- Hypolycaena philippus (en) (Fabricius, 1793)
- Iolaus ismenias (en) (Klug, 1834)
- Iolaus calisto (en) (Westwood, 1851)
- Pilodeudorix zela (en) (Hewitson, 1869)
- Pilodeudorix aurivilliusi (en) (Stempffer, 1954)
- Paradeudorix eleala parallela (en) (Collins & Larsen, 2000)
- Paradeudorix eleala cufadana (en) (Mendes & De Sousa, 2003)
- Hypomyrina mimetica (en) Libert, 2004
- Deudorix antalus (Hopffer, 1855)
- Deudorix lorisona abriana (en) Libert, 2004

### Polyommatines

#### Lycaenesthini
- Anthene amarah (en) (Guérin-Méneville, 1849)
- Anthene crawshayi (en) (Butler, 1899)
- Anthene larydas (en) (Cramer, 1780)
- Anthene liodes (en) (Hewitson, 1874)
- Anthene sylvanus (en) (Drury, 1773)
- Anthene hades (en) (Bethune-Baker, 1910)

#### Polyommatini
- Lampides boeticus (Linnaeus, 1767)
- Cacyreus lingeus (en) (Stoll, 1782)
- Zizeeria knysna (Trimen, 1862)
- Azanus mirza (Plotz, 1880)
- Azanus isis (en) (Drury, 1773)
- Euchrysops malathana (en) (Boisduval, 1833)
- Euchrysops osiris (en) (Hopffer, 1855)
- Oboronia guessfeldti (en) (Dewitz, 1879)
- Chilades eleusis (en) (Demaison, 1888)

## Nymphalidés

### Danainae

#### Danaini
- Danaus chrysippe alcippus (Cramer, 1777)
- Amauris niavius (Linné, 1758)

### Satyrinae

#### Melanitini
- Melanitis leda (Linnaeus, 1758)
- Melanitis libya (en) Distant, 1882

#### Satyrini
- Bicyclus angulosa (en) (Maître d'hôtel, 1868)
- Bicyclus dorothea (en) (Cramer, 1779)
- Bicyclus funebris (en) (Guérin-Méneville, 1844)
- Bicyclus mandanes (en) Hewitson, 1873
- Bicyclus milyas (en) (Hewitson, 1864)
- Bicyclus safitza (en) (Westwood, 1850)
- Bicyclus taenias (en) (Hewitson, 1877)
- Bicyclus vulgaris (en) (Butler, 1868)
- Bicyclus zinebi (en) (Maître d'hôtel, 1869)
- Ypthima doleta (en) Kirby, 1880
- Ypthimomorpha itonia (en) (Hewitson, 1865)

### Charaxinae

#### Charaxini
- Charaxes varanes vologèses (Mabille, 1876)
- Charaxes fulvescens senegala (en) van Someren, 1975
- Charaxes protoclea (en) Feisthamel, 1850
- Charaxes boueti (en) Feisthamel, 1850
- Charaxes jasius Poulton, 1926
- Charaxes castor (en) (Cramer, 1775)
- Charaxes brutus (Cramer, 1779)
- Charaxes numenes (Hewitson, 1859)
- Charaxes imperialis (en) Butler, 1874
- Charaxes anticlea (en) (Drury, 1782)
- Charaxes viola (en) Butler, 1866

### Nymphalinae

#### Nymphalini
- Vanessa cardui (Linné, 1758)
- Junonia chorimene (en) (Guérin-Méneville, 1844)
- Junonia hierta cebrene Trimen, 1870
- Junonia œnone (Linnaeus, 1758)
- Junonia orithya madagascariensis Guénée, 1865
- Junonia sophia (en) (Fabricius, 1793)
- Junonia stygia (en) (Aurivillius, 1894)
- Junonia terea (en) (Drury, 1773)
- Precis antilope (en) (Feisthamel, 1850)
- Precis pelarga (en) (Fabricius, 1775)
- Hypolimnas anthedon (Doubleday, 1845)
- Hypolimnas misippus (Linnaeus, 1764)

### Biblidinae

#### Biblidini
- Byblia anvatara crameri (en) Aurivillius, 1894

### Limenitinae

#### Limenitidini
- Cymothoe mabillei (en) Overlaet, 1944
- Pseudacraea eurytus (en) (Linnaeus, 1758)
- Pseudacraea lucretia (en) (Cramer, [1775])

#### Neptidini
- Neptis agouale (en) Pierre-Baltus, 1978
- Neptis kiriakoffi (en) Overlaet, 1955
- Neptis melicerta (en) (Drury, 1773)
- Neptis nemetes (en) Hewitson, 1868
- Neptis quintilla (en) Mabille, 1890
- Neptis nysiades (en) Hewitson, 1868
- Neptis serena (en) Overlaet, 1955

#### Adoliadini
- Hamanumida daedalus (en) (Fabricius, 1775)
- Aterica galene (en) (Brown, 1776)
- Euriphene ampedusa (en) (Hewitson, 1866)
- Euriphene gambiae (en) Feisthamel, 1850
- Bebearia cocalia (en) (Fabricius, 1793)
- Bebearia senegalensis (en) (Herrich-Schaeffer, 1858)
- Bebearia sophus phreone (en) (Feisthamel, 1850)
- Bebearia phantasina ultima (en) Hecq, 1990
- Euphaedra medon pholus (en) (van der Hoeven, 1840)
- Euphaedra hastiri (en) Hecq, 1981
- Euphaedra xypete (Hewitson, 1865)
- Euphaedra inanum (en) (Butler, 1873)
- Euphaedra villiersi (en) Condamin, 1964
- Euphaedra harpalyce (en) (Cramer, 1777)

### Heliconiinae

#### Acraeini
- Acraea camaena (en) (Drury, 1773)
- Acraea neobule (en) Doubleday, 1847
- Acraea zetes (en) (Linnaeus, 1758)
- Acraea egina (en) (Cramer, 1775)
- Acraea caecilia (en) (Fabricius, 1781)
- Acraea pseudegina (en) Westwood, 1852
- Acraea alcinoe (en) Felder & Felder, 1865
- Acraea epaea (en) (Cramer, 1779)
- Acraea umbra charpenteri (en) (Le Doux, 1937)
- Acraea bonasia (en) (Fabricius, 1775)
- Acraea encedon (en) (Linnaeus, 1758)
- Acraea serena (en) (Fabricius, 1775)

#### Vagrantini
- Phalanta phalantha aethiopica (Rothschild & Jordan, 1903)

### Coeliadinae
- Coeliades aeschylus (en) (Plötz, 1884)
- Coeliades forestan (Stoll, [1782])
- Coeliades pisistratus (en) (Fabricius, 1793)

#### Celaenorrhinini
- Sarangesa brigida (en) (Plötz, 1879)

#### Tagiadini
- Tagiades flesus (en) (Fabricius, 1781)

#### Carcharodini
- Spialia ploetzi occidentalis (en) de Jong, 1977
- Spialia spio (en) (Linné, 1764)

### Hesperiinae

#### Aeromachines
- Gorgyra subfacatus (en) (Mabille, 1890)
- Pardaleodes incerta murcie (en) (Plötz, 1883)
- Xanthodisca rega (en) (Mabille, 1890)
- Acleros ploetzi (en) Mabille, 1890
- Semalea pulvina (en) (Plotz, 1879)
- Meza indusiata (en) (Mabille, 1891)
- Meza meza (en) (Hewitson, 1877)
- Zophopetes cerymica (en) (Hewitson, 1867)
- Fresna cojo (en) (Karsch, 1893)

#### Baorini
- Pelopidas thrax (Hübner, 1821)
- Borbo fatuellus (en) (Hopffer, 1855)
- Borbo gemella (en) (Mabille, 1884)
- Gegenes niso brevicornis (en) (Plötz, 1884)